# Душа (фильм)
«Душа́» — советская широкоформатная музыкальная мелодрама, снятая в 1981 году. Режиссёр —  Александр Стефанович. Главную роль в фильме исполнила певица София Ротару.
События в основном разворачиваются в Москве, а также на берегу моря в Прибалтике. По сюжету, главная героиня, певица Виктория Свободина вместе с известной в узких кругах молодёжной советской рок-группой участвуют в международном фестивале песни «Интермьюзик».

## Сюжет
Виктория Свободина — молодая, но уже хорошо известная советская певица, хотя её музыкальная группа остаётся в тени. Сергей, возлюбленный певицы, покидает её ради собственной независимой карьеры, и, в конечном счёте, становится музыкантом в небольшом кафе.
Карьера Виктории развивается, и её администратор Альберт организует новые концертные выступления. После медицинского осмотра, выявившего проблемы с голосом, она решает сделать перерыв и информирует об этом администратора. Он срочно отменяет все запланированные концерты. В то же время её уговаривают выступить на пленуме Союза композиторов СССР, чтобы спасти молодого автора от нападок, и только после окончания номера она узнаёт, что концерт транслировался в прямом эфире на главном канале советского телевидения. Кроме того, она получает телефонный звонок от старого школьного друга, который уговаривает её записать финальную песню для своего фильма в дуэте с молодым певцом Вадимом Старычевым. После записи Виктория узнаёт, что он играет в рок-группе, и принимает его предложение посетить их концерт.
Её администратор Альберт узнаёт, что она на самом деле продолжает петь, в то время как он убедил всех других клиентов отложить их просьбы о её выступлениях, и уговаривает её дать хотя бы один концерт со своей группой «Тайфун». Во время этого концерта звукорежиссёр группы выключает звук во время исполнения песни «Живу надеждой», но Виктория продолжает концерт без микрофона и вначале вообще без аккомпанемента, далее с лёгким аккомпанементом клавишных.
Когда Виктория вместе с группой возвращаются с концерта, один из участников её группы выражает недовольство тем, что они стали для неё лишь музыкальным сопровождением. Она останавливает машину, срывает плакаты со своим изображением со стен концертного зала и покидает группу навсегда. Сразу после этого Виктория, не известив никого, уезжает на захолустный приморский курорт в Прибалтике. Название фильма происходит от диалога, который происходит в середине фильма между Викторией и неизвестным старцем на этой изолированной курортной зоне отдыха, во время морской прогулки на пирсе. Виктория признаётся ему, что опасается потерять свой голос, и незнакомец утешает её, говоря, что песни певицы будут жить до тех пор, пока душа певицы остаётся в живых. Тогда Виктория спрашивает: «Душа? Но где эта душа?». Наконец, администратор находит её здесь, на балтийском побережье, несмотря на то, что она проживает тут инкогнито. Он сообщает ей о том, что в Германии будет проходить важный международный конкурс песни, и что её кандидатура утверждена министром для представления страны на этом мероприятии.
У Виктории не было иного выбора и она покинула курорт вместе с Альбертом. Чтобы восстановить голос она проходит курс иглоукалывания. Для участия в конкурсе была необходима новая группа, и администратор нашёл одну неизвестную, играющую на окраине Москвы, рок-группу. Виктория впервые встречается с группой и узнаёт её лидера — Вадима, хотя они не показывают этого при администраторе. Первая встреча с целой группой не удалась, поскольку члены группы петь в стиле Свободиной отказались и усомнились, что она сможет петь в их стиле. Отъехав от базы, Виктория неожиданно вернулась и, вырвав из рук изумлённого Вадима микрофон, с блеском исполнила песню «Барьер». Начались репетиции, которые проходили на чердаке «Олимпийского».
Виктория уезжает с новой группой в Германию для участия в международном фестивале песни «Intermusik». В этой части снят клип с музыкантами, прыгающими на батуте. За несколько дней до появления Виктории на фестивале она влюбляется в Вадима и отдаляется от своего администратора, который видел в ней лишь «машину славы». Во время поездки по Северному морю на яхте она теряет сознание из-за обострения болезни. Немецкий врач, присутствовавший на борту, обнаруживает истинную причину её недуга — больные голосовые связки и лёгкие, и советует ей немедленно прекратить пение. Виктория требует, чтобы он молчал, появляется на сцене во время международного конкурса и поёт, на последних аккордах теряя голос. Финал фильма оставлен открытым: согласно одной интерпретации она теряет свой голос полностью, а по другой — последним аккордом является её триумфальное выступление на конкурсе.

## В ролях
- София Ротару — Виктория Викторовна Свободина, певица (озвучивает Лариса Данилина)
- Михаил Боярский — Вадим Старычев, солист группы
- Ролан Быков — Альберт Леонидович Гроб, администратор Свободиной
- Вячеслав Спесивцев — Сергей, муж Свободиной
- Ивар Калныньш — Карл Норман, переводчик
- Леонид Оболенский — старик у моря
- Александр Стефанович — Сева, режиссер, друг Свободиной (озвучивает Александр Белявский)
- Татьяна Аксюта — жена композитора
- Лариса Данилина — администратор гостиницы
- Анатолий Евдокименко — руководитель ансамбля
- Александр Зацепин — звукорежиссёр в студии

группа «Машина времени»:
- Андрей Макаревич — вокал, гитара
- Александр Кутиков — вокал, бас-гитара
- Валерий Ефремов — ударные инструменты
- Пётр Подгородецкий — вокал, клавишные инструменты

## Съёмочная группа
- Авторы сценария: Александр Бородянский, Александр Стефанович
- Режиссёр: Александр Стефанович
- Композиторы: Александр Зацепин, Андрей Макаревич, Александр Кутиков
- Оператор: Владимир Климов
- Звукорежиссёр: Виктор Бабушкин
- Художник-постановщик: Алина Спешнева
- Художник по костюмам: Владимир Птицын

## Музыка в фильме
- Песни на музыку Александра Зацепина:
  - «Моя песня» стихи Роберта Рождественского (исп. С. Ротару)
  - «Живу надеждой» стихи Игоря Кохановского (исп. С. Ротару)
  - «Дело не в погоде» стихи Игоря Кохановского (исп. С. Ротару и М. Боярский)
- Песни группы «Машина времени» — музыка А. Кутикова и А. Макаревича, стихи А. Макаревича[2]:
  - «Право» (исп. М. Боярский, А. Макаревич и А. Кутиков)
  - «Бег по кругу» (звучит за кадром в исполнении «Машины времени»)
  - «Кого ты хотел удивить» (исп. М. Боярский и А. Кутиков)
  - «Барьер» (исп. С. Ротару)
  - «Костёр» (исп. С. Ротару)
  - «Путь» (исп. С. Ротару)
  - «За тех, кто в море» (исп. С. Ротару, М. Боярский, «Машина времени»).
- Кроме того, в фильме звучит краткий напев песни
  - «Любимая, спи» (Д. Тухманов — Е. Евтушенко) в исполнении Р. Быкова (администратора Свободиной).

## История создания фильма
Режиссёр фильма Александр  Стефанович видел в главной роли Аллу Пугачёву — на тот момент свою супругу. Однако Алла Борисовна позволила
себе поведение самой настоящей капризной звезды. Одежда, подготовленная для неё художниками по костюмам, Пугачёву не устроила, она приняла решение сниматься в том пальто, которое она самостоятельно приобрела. В итоге главную роль сыграла другая известная советская певица — София Ротару, для чего был скорректирован сценарий.
Сюжет фильма частично основан на реальных событиях — в то время София Ротару действительно была больна. Слухи о недуге певицы распространились среди поклонников, и это добавило популярности снимавшемуся фильму.
У Софии Ротару в фильме появился новый имидж. В ходе работы над картиной режиссёр использовал несколько интересных приёмов съёмки, в том числе были сняты одни из первых видеоклипов в истории СССР.

Мы снимали один из первых в Советском Союзе видеоклипов. Вот интересная вещь — наших артистов мы одели в золотые и серебряные костюмы. Они прыгали на батуте, а мы снимали, как они парят в воздухе, будто летят. Это была ошеломляющая для зрителей сцена — никто не понимал, как мы это сделали.

В картину пригласили рок-группу «Машина времени», имевшую тогда ещё полузапрещённый статус. Дисков группы не выходило, выступать на телевидении и центральных концертных площадках столицы им было запрещено. Между тем популярность «Машины времени» у молодёжи, которая знала её музыку по магнитофонным записям, была велика. Поэтому появление участников группы на киноэкране для миллионов зрителей стало первой возможностью увидеть своих кумиров.
Премьера фильма состоялась весной 1982 года в кинотеатре «Звёздный» (Москва).

## Съёмки
Съёмки фильма проходили в 1981 году в Москве на Бережковской набережной Москвы-реки, в молодёжном театре-студии на Красной Пресне, в спорткомплексе «Олимпийский». В Крыму — в парке «Ливадия» и в окрестностях Ялты. Тут находился дом С. Ротару, а сама она была сотрудницей Крымской филармонии, директор которой В. А. Юркин способствовал съёмкам.
Эпизоды Международного музыкального фестиваля были сняты в городе Сопоте, Польша.
В творчестве Софии Ротару после съёмок наступил новый период, в её репертуар вошли песни Андрея Макаревича. В новогоднем «Голубом огоньке» 1982 года она спела песню «За тех, кто в море».

## Критика
По мнению создателей картины, они попали под специально организованную против фильма кампанию в советских газетах, так как появление на экранах лидеров музыкального андеграунда страны не приветствовалось официальными властями. Как бы то ни было, критики отметили слабую работу режиссёра, сценарий, полный штампов, и невнятную актёрскую игру. «Создатели фильма … испугавшись трудностей, … невольно утеряли душу»; «примитивный сценарий и режиссура»
В журнале «Крокодил» была опубликована такая эпиграмма (автор — Владимир Волин):

С ревю в кино упорно не везёт!

(Здесь редко исключения бывают).

И снова женщина, которая поёт,

И зрители, которые зевают…

Из всего актёрского ансамбля выделялась только игра Ролана Быкова, который смог создать необычный для советского экрана начала 1980-х годов образ концертного администратора, хладнокровного дельца от искусства, рассматривающего артистов на эстраде только как инструмент для зарабатывания денег.
Среди поклонников картина была воспринята противоречиво. Поклонники Ротару с энтузиазмом восприняли творческий союз Софии и рок-группы «Машина времени». Поклонники рок-музыки СССР негативно отнеслись к тому, что их любимая группа была отодвинута на второй план и выступила в роли аккомпаниаторов эстрадной певицы.
Андрею Макаревичу, Александру Кутикову и другим музыкантам не досталось внятных ролей, в фильме у них всего несколько не запоминающихся реплик. По сценарию лидером группы является не герой Андрея Макаревича, а Вадим в исполнении Михаила Боярского.

Появление на киноэкране весьма слабого фильма «Душа», в котором музыканты «Машины времени» сопровождали певицу Софию Ротару, способствовало тому, что из нонконформистов Макаревич с сотоварищами превратились в конце концов в традиционный поп-коллектив, на чьи концерты теперь вместо радикальной молодёжи ходили приличные барышни в рюшечках и их мамы и папы. Так закончилась эра «Машины времени».

Пётр Подгородецкий также отозвался о слабом качестве картины:

О художественных достоинствах фильма «Душа», думаю, говорить не стоит по причине отсутствия таковых. Тем не менее, участие «Машины» сделало фильм лидером проката. Но даже нас самих коробили свойственные режиссёру Стефановичу «небрежности». В редчайших случаях, когда участникам группы позволялось сказать какую-то реплику в кадре, её озвучивали другие актёры.

Кинокритик Нея Зоркая в журнале «Советский экран» так оценивала фильм:

Перед нами явление непростое, никак не заурядное, достойное скорее размышления с осторожными выводами, нежели категорических «за» и «против», самозабвенных восторгов или злых насмешек.
Хотя бы потому, что перед нами именно кино, а не рекламная лента с «готовой» знаменитостью. «Душа» сделана на том профессиональном уровне и с той кинематографической культурой, которые, право, не часты в фильмах подобного рода. Мне кажется странным, что авторы критических писем не приметили отличной, свободной и изобретательной камеры оператора Владимира Климова, не увидели интересную работу художника Алины Спешневой, не обрадовались умелому освоению режиссером широкого формата, который здесь полон воздуха, искрится красками живого мира и многоцветными вспышками огней эстрады. «Зрелище»? Да, конечно! Ну а каким же должен быть фильм, если у него сам материал — зрелище, эстрада, блеск, манящие огни? Есть размах, стиль, шарм во всем этом воздушном объеме, в этой стереофонии «Души», даже в повышенной громкости звучания ее фонограммы.

Фильм «Душа» в изобразительной своей части сделан впечатляюще. Скажут: не второстепенно ли это? Нет. Напрасно думать, что «как» для кино несущественно. «Как» прямо связано с «что», форма — с содержанием. В картине ясно видятся искания, пробы, попытки сломать канон «фильма о звезде эстрады». <…> Авторы фильма «Душа» замыслили иной рассказ, взяли в объектив звезду не только на гребне успеха, но и на творческом перепутье. Они вознамерились поведать и о тяжком бремени славы, и о вечной неудовлетворенности художника, и о сознании долга перед искусством, и о буднях творчества, полных усталости, труда, душевных ран, которые необходимо забыть артисту, выходящему к публике в свете «огней рампы».